# Латыши

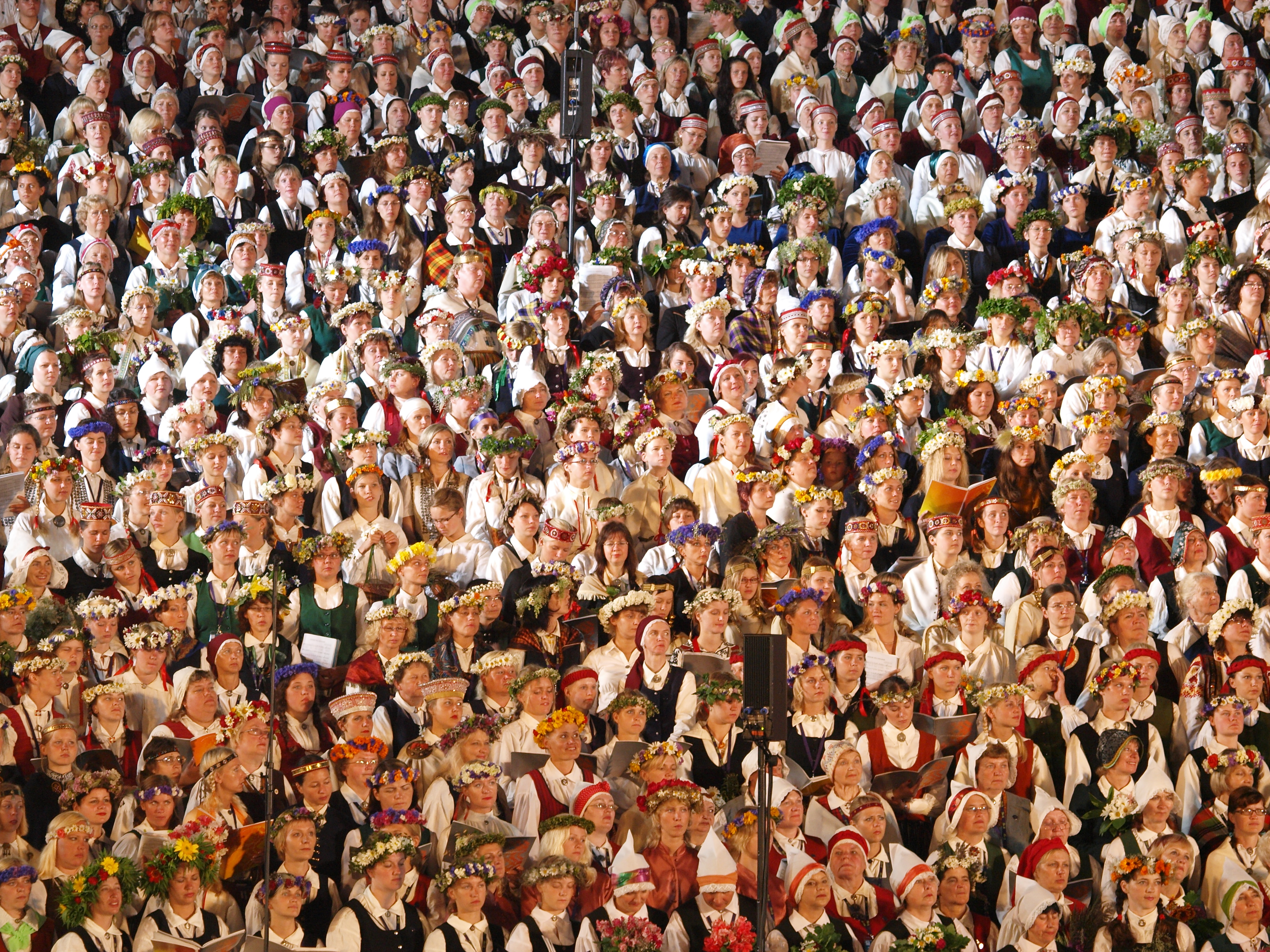
Латыши на Празднике песни, 2008 год

Латыши́ (латыш. latvieši) — балтийский народ, составлявший на начало 2023 года свыше 62 % населения Латвийской Республики (1175,9 тыс. чел. из 1883,0 тыс. жителей Латвии). Латышские общины имеются в США, Великобритании, Канаде, Ирландии, Германии, Австралии, России и ряде других стран.

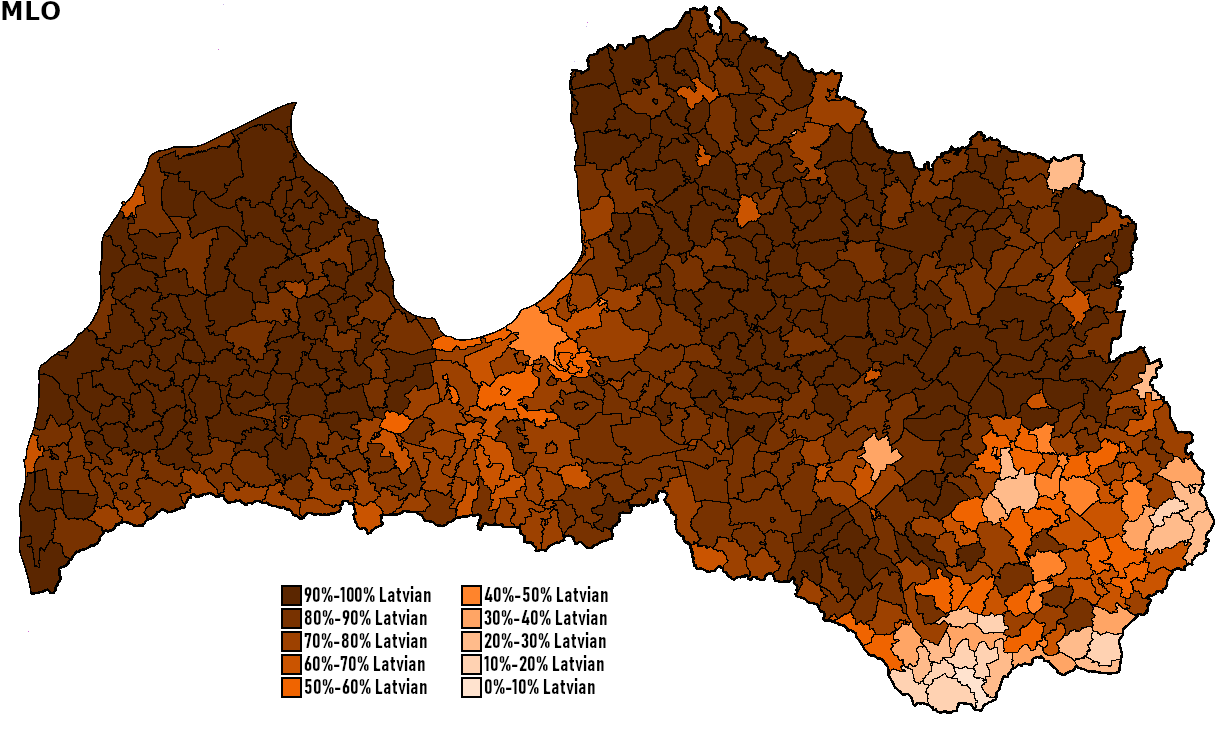
Латыши в Латвии в 2024 году

Говорят в основном на латышском языке, который относится к балтийской группе индоевропейских языков. Религиозные латыши — преимущественно протестанты (прежде всего — лютеране), а также католики (латгальцы на востоке Латвии и суйты в Курземе), есть небольшое число православных.

## Происхождение
Латыши появились в результате слияния балтских (латгалы, курши, земгалы и селы) и финно-угорских (ливы) племён во время существования средневековой Ливонии в XIII—XVI веках.
Первым свидетельством существования письменного латышского языка является «Отче наш» в латышском переводе из «Космографии» Мюнстера (Cosmographia, 1544), но есть упоминание об изданной в Германии в 1525 году на латышском языке и не сохранившейся «Лютеранской мессе».
«Латышский катехизис» («Lettisch Vademecum») написан в 1631 году Георгом Манцелем, одна из первых книг по истории Латвии, латышской мифологии и языка — «Historia Lettica» в 1649 году Паулом Эйнхорном. В 1685—1694 годах Э. Глюк перевёл на латышский язык Библию.

## Этноним
До формирования современного латышского народа словом «латыши» у русских обозначались в узком смысле латгалы, а в широком смысле — все родственные им балтийские народы. Так, в «Истории государства Российского» Н. М. Карамзина указывалось:

Между сими иноплеменными народами, жителями или соседями древней России, Нестор именует ещё Летголу (Ливонских Латышей), Зимголу (в Семигалии), Корсь (в Курляндии) и Литву, которые не принадлежат к Финнам, но вместе с древними Пруссами составляют народ Латышский.— Карамзин Н. М. Глава II. О славянах и других народах, составивших государство Российское. // История государства Российского. — СПб.: Тип. Н. Греча, 1816—1829. — Т. 1.

## Латышские общины в странах мира

### В России

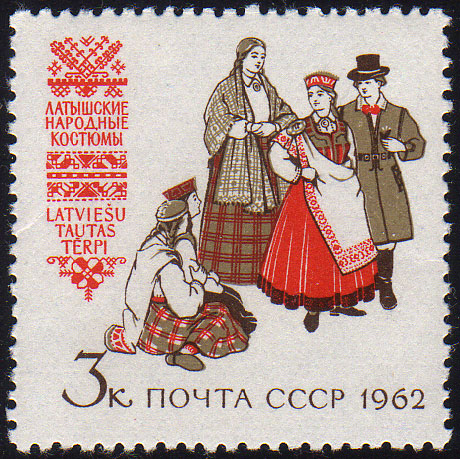
Почтовая марка СССР, 1962 год

Латышская диаспора в России образовалась из трёх главных групп: «старых латышей», покинувших Латвию, начиная с середины XIX века; латышей, депортированных в период сталинских репрессий (утверждается, что репрессиям тогда подверглись до 50 тысяч латышей); и тех, кто добровольно переехал в советское время. Все латышские центры объединены в одну организацию — Съезд российских латышей. Существует латышская воскресная школа в Москве.
В 1927 году в Ленинградской области (включавшей тогда будущие Новгородскую и Псковскую) жило 39 тысяч латышей; в 1930/31 учебном году на каждых 658 латышей в области приходилась одна латышская школа. При областной совпартшколе существовало отделение для латышей, в педагогическом институте имени Герцена был латышский сектор, в Ленинграде — латышский Дом просвещения.
В 1934 году на Ленинградском радио создана латышская редакция. В октябре 1937 году по решению горкома ВКП(б) ликвидирован латышский Дом просвещения. Латышский театр ликвидировали по постановлению Леноблисполкома от 3 марта 1938 года. К концу марта 1938 года латышские школы были преобразованы в обычные. Вследствие репрессий и войны число ленинградских латышей значительно сократилось, и сейчас в Ленинградской области они проживают в очень небольшом количестве.
Потомки латышских переселенцев и высланных компактно проживают в Сибири (в Красноярском крае и Омской области), а также в Башкортостане.

### В Республике Беларусь
В конце XIX — начале XX веков в пределах современной территории Республики Беларусь существовали десятки латышских поселений. По данным на 1928 год, в Белорусской ССР имелось 1890 латышских крестьянских хозяйств. В 1924—1934 годах в Витебске существовала латышская национальная камера при народном суде.
По данным переписи 2009 года, в Республике Беларусь проживало 1549 латышей. Почти треть из них проживала в Витебской области (499 чел.). 283 человека проживали в Минске, 190 — в Минской области, 180 — в Гродненской области, 150 — в Брестской области, 136 — в Гомельской области, 111 — в Могилёвской области.

## Культура и одежда
Латышская народная культура берёт своё начало в крестьянской среде. Женщины повсеместно носили белые шерстяные покрывала, скреплённые сактами. Для женщин и девушек считалось неприличным выходить из дома без передника, который закреплялся особыми декоративно вышитыми или сплетёнными поясами. Украшениям в народе приписывали магическую силу, их использовали в семейных обрядах. Украшения указывали на конкретное племенное, родовое, региональное, социальное происхождение (жена носила знаки мужа). Родовые знаки использовались в оформлении не только одежды, но и построек, предметов быта и т. д.
Существенную роль в хозяйстве играли домашние и сельские ремёсла. Внутри одного хозяйства производилось практически всё необходимое: от орудий труда до домашней утвари. Кузнечное, гончарное, столярное, плотницкое, бондарное ремёсла считались мужскими, а ткачество, вязание, плетение — женскими. Устойчивость старинных традиций проявляется в изготовлении и использовании шерстяных вещей из-за влажного и прохладного климата.
Латвия имеет богатые народные музыкальные традиции, нашедшие воплощение в праздниках песни и танца с хоровым исполнением народных песен. Популярными остаются такие народные праздники, как Лиго, Микели и др.